# Ramón Barros Luco
Ramón Barros Luco (Santiago, 9 juni 1835 – aldaar, 20 september 1919), was een Chileens staatsman. Van 23 december 1910 tot 23 december 1915 was hij president van Chili.

## Biografie
Ramón Barros studeerde rechten aan de Universiteit van Chili. In 1858 promoveerde hij.

### Politieke loopbaan
Barros sloot zich aan bij de Partido Liberal (Liberale Partij) en werd in 1861 in de Kamer van Afgevaardigden gekozen. Van 1871 tot 1876 was hij minister van Financiën onder president Federico Errázuriz Zañartu. Van 1884 tot 1886 vervulde hij hetzelfde ambt onder president Domingo Santa María. Toen José Manuel Balmaceda in 1885 zijn kandidatuur bekendmaakte voor het presidentschap, volgde Barros hem op als minister van Binnenlandse Zaken (tot 1886). Nadien was hij o.a. president van de Banco de Chile (Bank van Chili) en de Industriële Ontwikkelingsmaatschappij.

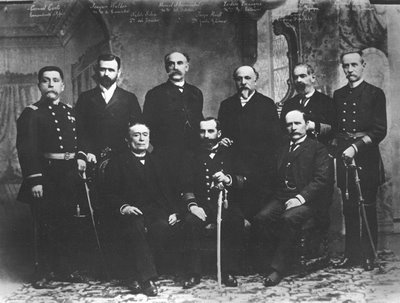
De revolutionaire regering van 1891 met Barros geheel rechts

In 1889 werd Barros gekozen tot voorzitter van de Kamer van Afgevaardigden en was hij een van de ondertekenaars van het verdrag dat de afzettingsprocedure tegen president Balmaceda in gang zette (1891). Balmaceda verzette zich tegen de pogingen van het parlement en kort daarna brak de Chileense burgeroorlog uit tussen de troepen van het parlement (de marine en een deel van het leger) en de regeringstroepen (het grootste deel van het leger) die loyaal bleven aan de president. Barros werd een van de leiders van de tegenregering te Iquique. Na de overwinning van de opstandelingen hervatte Barros zijn werkzaamheden als parlementariër. Onder president Jorge Montt Álvarez was hij meerdere keren minister van Binnenlandse Zaken (1891-1892; 1892-1893; 1894-1895). Van 1897 tot 1900 was hij Chileens gezant in Parijs en van 1898 tot 1900 was hij tevens gezant in Bern en bij de Heilige Stoel.
Hij trouwde in 1900 met Mercedes Valdés Cuevas (1843-1926). Dit huwelijk bleef kinderloos.
Onder president Germán Riesco was hij wederom meerdere keren minister van Binnenlandse Zaken (1901; 1902; 1903). Gedurende deze periode gaf de president hem opdracht de regering te reorganiseren en werden de conservatieven na een afwezigheid van vier jaar weer in het kabinet opgenomen.

### Presidentschap
Om spanningen tussen de verschillende politieke partijen te voorkomen werd Barros in 1910 naar voren geschoven als kandidaat voor het presidentschap. Barros werd gezien als een aimabele wat kleurloze man die door alle partijen werd gerespecteerd. Hij werd op 23 september 1910, midden tijdens het eeuwfeest van Chili's onafhankelijkheid, unaniem door het parlement gekozen tot president.
Binnenlandse politiek

Tijdens zijn presidentschap deed Barros er alles aan om te voorkomen dat de oppositie in het parlement zich niet zou profileren. Hij verzette zich tegen de voortdurende moties van wantrouwen in het parlement tegen zijn ministers en ontsloeg alleen een minister als deze niet meer kon rekenen op steun van beide kamers van het parlement. Desondanks viel het ene na het andere kabinet en was er nauwelijks sprake van enige stabiliteit. Barros stelde nu weer eens kabinetten samen van de Alianza Liberal en dan weer eens kabinetten van de Coalición. Toch werd er behoorlijk wat bereikt onder Barros: er werd vooral ingezet op openbare werken, zoals de aanleg van de nieuwe haven in San Antonio, de aanleg van wegen, bruggen, waterleidingen en rioleringen.
Buitenlandse politiek

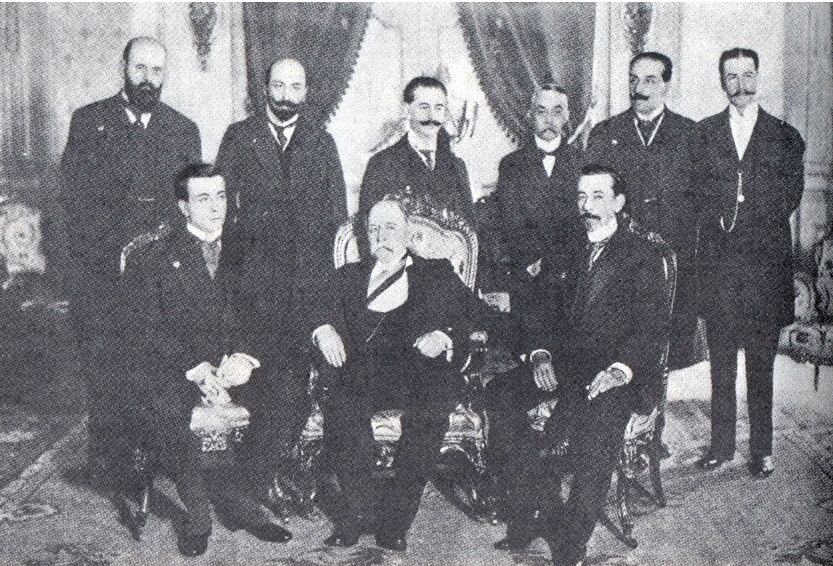
President Barros met de ministers van Buitenlandse Zaken van de ABC-landen

In 1915 behaalde Barros zijn grootste succes: het ABC Pact tussen Argentinië, Brazilië en Chili. Het voornaamste doel van het pact was om de invloed van de Verenigde Staten van Amerika in Zuid-Amerika te verkleinen. Tijdens het ambtstermijn van Barros brak de Eerste Wereldoorlog uit (1914). De Chileense politiek was over het algemeen pro-Duits. De invloed van Duitsland op Chili was de afgelopen decennia enorm toegenomen. Met name het leger van Duitsgezind omdat het Pruisische leest was geschoeid. Officieren hadden hun opleiding ontvangen aan militaire academies die geleid werden door Duitse instructeurs. Ook waren er veel Duitse immigranten die zich als landbouwer in Chili hadden gevestigd. Bovendien was Duitsland de grootste afzetmarkt voor de Chileense salpeter. De Chileense regering koos ervoor een strikt neutrale koers te varen. Het land bleef dan ook de gehele oorlog neutraal.

## Samenstelling kabinetten

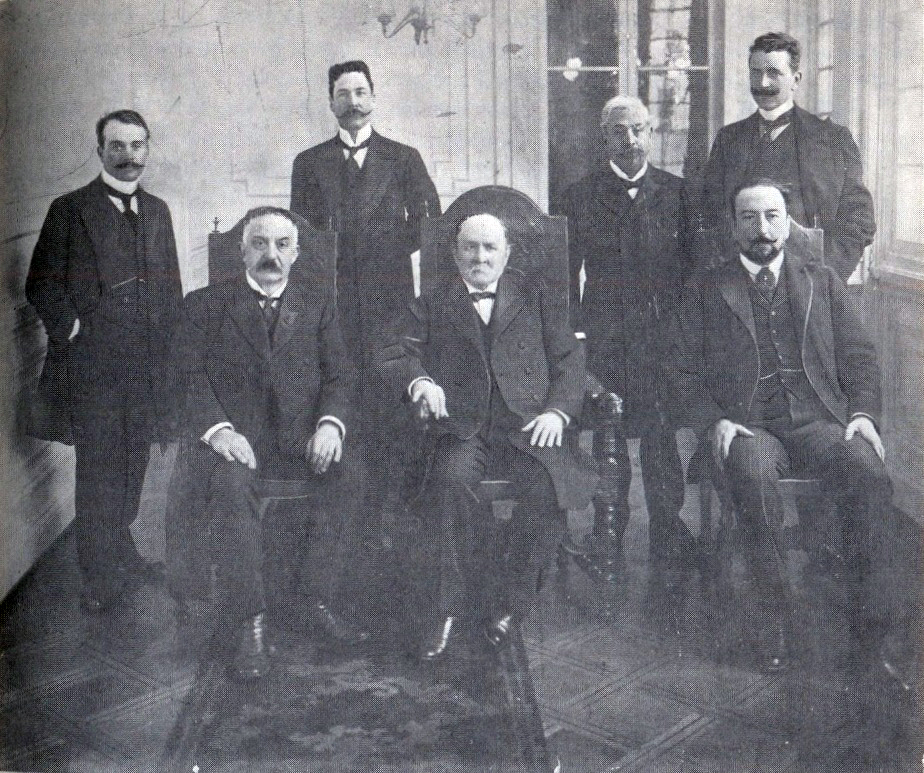
President Barros met zijn kabinet onder minister van Binnenlandse Zaken José Ramón Gutiérrez Martínez (zittend links) 15 augustus 1911 - 6 januari 1912

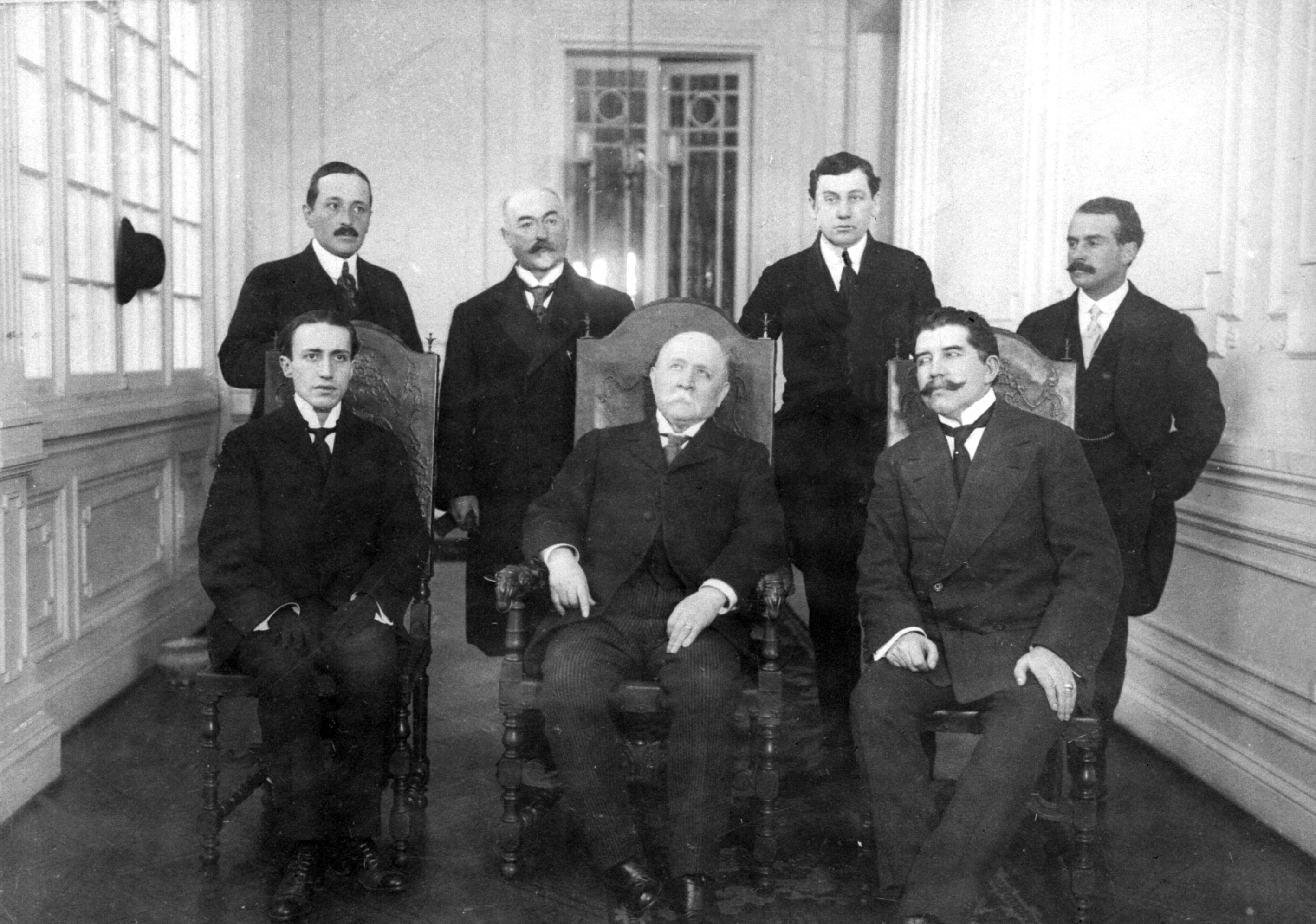
President Barros met zijn kabinet onder minister van Binnenlandse Zaken Manuel Rivas Vicuña (zittend links) juni - november 1913

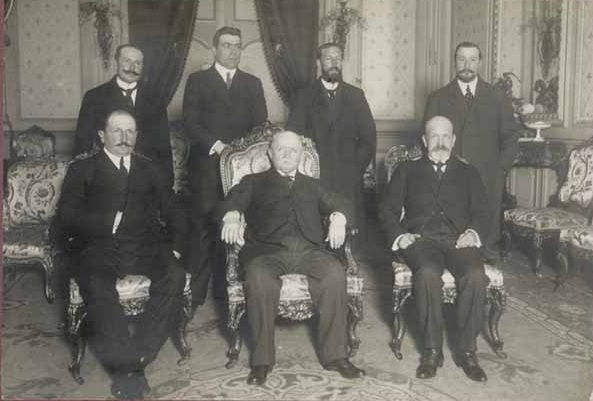
President Barros met zijn kabinet onder minister van Binnenlandse Zaken Guillermo Barros Jara (zittend links) september - december 1914

| Ministro                                     | Nombre/Periodo |
| -------------------------------------------- | --- |
| Binnenlandse Zaken                           | Maximiliano Ibáñez (1910-1911) Rafael Orrego (1911) José Ramón Gutiérrez Martínez (1911-1912) Abraham Ovalle (1912 ) Ismael Tocornal (1912) Guillermo Rivera (1912) Guillermo Barros Jara (1912-1913) Manuel Rivas Vicuña (1913) Rafael Orrego (1913-1914) Eduardo Charme (1914) Guillermo Barros Jara (1914) Pedro Montenegro (1914-1915) Enrique Rodríguez (1915) Enrique Villegas Echiburú (1915) Guillermo Barros Jara (1915)                    |
| Buitenlandse Zaken, Eredienst en Kolonisatie | Rafael Orrego González (1910-1911) Enrique A. Rodríguez Carmona (1911-1912) Joaquín Figueroa Larraín (1912) Antonio Huneeus Gana (1912 ) Renato Sánchez García de la Huerta (1922-1913) Enrique Villegas Echiburú (1913-1914) Alejandro Lira Lira (1914) Manuel Salinas González (1914) Alejandro Lira Lira (1914-1915) Rafael Orrego Gónzalez (1915)                                                                                                |
| Justitie en Openbaar Onderwijs               | Domingo Amunátegui Solar (1910-1911) Aníbal Letelier (1911) Benjamín Montt (1911-1912) Arturo del Río (1912) Enrique Villegas Echiburú (1912-1913) Aníbal Latelier (1913) Fanor Paredes (1913) Enrique A. Rodríguez (1913-1914) Ruperto Alamos (191) Absalón Valencia (1914-1915) Samuel Claro Lastarria (1915) Gregorio Amunátegui Solar (1915) |
| Financiën                                    | José Raimundo del Río Soto Aguilar (1910-1911) Roberto Sánchez García de la Huerta (1911) Pedro Nicolás Montenegro Onel (1911-1912) Samuel Claro Lastarria (1912) Manuel Rivas Vicuña (1912-1913) Pedro García de la Huerta Izquierdo (1913) Arturo Alessandri Palma (1913) Ricardo Salas Edwards (1913-1914) Alfredo Barros Errázuriz (1914) Enrique Oyarzún Mondaca (1914) Alberto Edwards Argandoña (1914-1915) Manuel García de la Huerta (1915) |
| Oorlog en Marine                             | Arístides Pinto Concha (1910-1911) Ramón León Luco (1911) Aníbal Rodríguez (1911) Alejandro Hunneus (1911-1912) Alejandro Rosellot (1912) Luis Devoto (1912) Claudio Vicuña Subercaseaux (1912-1913) Jorge Matte Gormaz (1913) Ramón Corbalán Melgarejo (1913-1914) Alfredo Barros Errázuriz (1914-1915) Ricardo Cox Méndez (1915) Guillermo Soublette (1915)                                                                                        |
| Industrie, Openbare Werken en Spoorwegen     | Ismael Valdés Vergara (1910-1911) Javier Gandarillas Matta (1911) Enrique Zañartu Prieto (1911-1912) Abraham A. Ovalle (1912) Belfor Fernández (1912) Oscar Viel Cavero (1912-1913) Enrique Zañartu Prieto (1913-1914) Absalón Vvalencia Z. (1914) Julio Garcés (1914) Cornelio Saavedra Montt (1914-1915) Fernando Freire (1915) Pedro Felipe Iñiguez (1915)                                                                                        |

### Overlijden
In 1915 werd Barros als president opgevolgd door Juan Luis Sanfuentes. Barros hield zich na zijn presidentschap vooral bezig met filantropische projecten, zoals de bouw van een nieuw ziekenhuis dat later zijn naam zou krijgen. De hoogbejaarde Barros overleed op 20 september 1919 aan de gevolgen van de Spaanse griep. Hij liet 50.000 pesos na aan het nationale kinderfonds.